# Kazuya Okamura
Kazuya Okamura (født 15. december 1987) er en japansk fodboldspiller, som spiller for den japanske fodboldklub Kamatamare Sanuki.